# Izeron
Izeron és un municipi francès situat al departament de la Isèra i a la regió d'Alvèrnia-Roine-Alps. L'any 2007 tenia 727 habitants.

## Demografia

### Població
El 2007 la població de fet d'Izeron era de 727 persones. Hi havia 255 famílies de les quals 51 eren unipersonals (20 homes vivint sols i 31 dones vivint soles), 86 parelles sense fills, 102 parelles amb fills i 16 famílies monoparentals amb fills.
La població ha evolucionat segons el següent gràfic:
Habitants censats

### Habitatges
El 2007 hi havia 292 habitatges, 269 eren l'habitatge principal de la família, 7 eren segones residències i 16 estaven desocupats. 264 eren cases i 29 eren apartaments. Dels 269 habitatges principals, 229 estaven ocupats pels seus propietaris, 36 estaven llogats i ocupats pels llogaters i 4 estaven cedits a títol gratuït; 11 tenien dues cambres, 24 en tenien tres, 73 en tenien quatre i 161 en tenien cinc o més. 232 habitatges disposaven pel capbaix d'una plaça de pàrquing. A 100 habitatges hi havia un automòbil i a 161 n'hi havia dos o més.

### Piràmide de població
La piràmide de població per edats i sexe el 2009 era:
| Homes | Edats   | Dones |
| ----- | ------- | ----- |
| 0     | 95 o +  | 0     |
| 0     | 90 a 94 | 8     |
| 8     | 85 a 89 | 4     |
| 4     | 80 a 84 | 8     |
| 12    | 75 a 79 | 8     |
| 12    | 70 a 74 | 12    |
| 8     | 65 a 69 | 8     |
| 20    | 60 a 64 | 32    |
| 24    | 55 a 59 | 8     |
| 20    | 50 a 54 | 36    |
| 32    | 45 a 49 | 16    |
| 16    | 40 a 44 | 12    |
| 48    | 35 a 39 | 28    |
| 8     | 30 a 34 | 16    |
| 24    | 25 a 29 | 20    |
| 8     | 20 a 24 | 16    |
| 12    | 15 a 19 | 8     |
| 20    | 10 a 14 | 28    |
| 16    | 5 a 9   | 36    |
| 12    | 0 a 4   | 8     |

## Economia
El 2007 la població en edat de treballar era de 484 persones, 365 eren actives i 119 eren inactives. De les 365 persones actives 331 estaven ocupades (182 homes i 149 dones) i 34 estaven aturades (19 homes i 15 dones). De les 119 persones inactives 55 estaven jubilades, 35 estaven estudiant i 29 estaven classificades com a «altres inactius».

### Ingressos
El 2009 a Izeron hi havia 280 unitats fiscals que integraven 724,5 persones, la mediana anual d'ingressos fiscals per persona era de 17.495 €.

### Activitats econòmiques
Dels 27 establiments que hi havia el 2007, 1 era d'una empresa extractiva, 1 d'una empresa alimentària, 1 d'una empresa de fabricació de material elèctric, 1 d'una empresa de fabricació d'altres productes industrials, 6 d'empreses de construcció, 4 d'empreses de comerç i reparació d'automòbils, 2 d'empreses de transport, 3 d'empreses d'hostatgeria i restauració, 1 d'una empresa d'informació i comunicació, 2 d'empreses financeres, 1 d'una empresa immobiliària i 4 d'empreses de serveis.
Dels 5 establiments de servei als particulars que hi havia el 2009, 1 era un taller de reparació d'automòbils i de material agrícola, 1 paleta, 2 fusteries i 1 empresa de construcció.
L'únic establiment comercial que hi havia el 2009 era una fleca.
L'any 2000 a Izeron hi havia 25 explotacions agrícoles que ocupaven un total de 240 hectàrees.

## Equipaments sanitaris i escolars
El 2009 hi havia una escola elemental.

## Poblacions properes
El següent diagrama mostra les poblacions més properes.